# Mala Salîha, Krasîliv
Mala Salîha (în ucraineană Мала Салиха) este un sat în comuna Velîka Salîha din raionul Krasîliv, regiunea Hmelnîțkîi, Ucraina.

## Demografie
Componența lingvistică a localității Mala Salîha
     Ucraineană (100%)
Conform recensământului din 2001, toată populația localității Mala Salîha era vorbitoare de ucraineană (100%).